# 鄭塾
鄭塾，福建福州府闽县人，明朝政治人物、進士出身。

## 生平
永樂十二年（1414年），福建甲午乡试中舉。永樂十三年（1415年），聯捷乙未科進士，歷任礼、工、兵三部主事。